# Holonomia

Exemple dholonomia: En el trajecte (i transport) des de A i → N i → B i → A se obté un vector diferent a partir del vector inicial. Aquesta falla per tornar al vector inicial es mesura per l'holonomia de la connexió.

En geometria diferencial, l'holonomia d'una connexió d'una varietat suau és en general una conseqüència geomètrica de la curvatura de la connexió, que mesura com el transport paral·lel al voltant de llaços tancats no preserva les dades geomètriques que es transporten. Per a connexions planes, l'holonomia associada és un tipus de monodromia, i és un concepte inherentment global. Per a les connexions de corbes, l'holonomia té característiques locals i globals no trivials.

## Descripció
Qualsevol tipus de connexió en una varietat dona lloc, a través dels seus mapes de transport paral·lel, en certa noció d'holonomia. Les formes més comunes d'holonomia són les connexions que posseeixen algun tipus de simetria. Exemples importants són:l'holonomia de la connexió de Levi-Civita en la geometria de Riemann,l'holonomia de connexions en fibrats vectorials, l'holonomia de connexions de Cartan i l'holonomia de connexions en fibrats principals. En cadascun d'aquests casos, l'holonomia de la connexió pot ser identificada amb un grup de Lie, el grup d'holonomia. L'holonomia d'una connexió està estretament relacionada amb la curvatura de la connexió, a través del teorema d'Ambrose-Singer.
L'estudi del'holonomia Riemann ha donat lloc a una sèrie d'esdeveniments importants. l'holonomia va ser introduïda per Cartan per estudiar i classificar els espais simètrics. No va ser fins a molt més tard que els grups d'holonomia s'utilitzarien per a estudiar la geometria de Riemann en un context més general. El 1952 Georges de Rham va demostrar el teorema de descomposició de Rham, un principi de la divisió d'una varietat de Riemann en un producte cartesià de varietats de Riemann, dividint el fibrat tangent en espais irreductibles sota l'acció dels grups d'holonomia locals. Més tard, en 1953, M. Berger classifica les possibles holonomies irreductibles. La descomposició i la classificació d'holonomia Riemann té aplicacions a la física, i en particular a la teoria de cordes.